# Backscatter
Backscatter – rodzaj ataku DDoS na serwer pocztowy lub skrzynkę pocztową ofiary, wykonywany zazwyczaj przy okazji rozsyłania spamu.
Spamerzy rozsyłając ogromną liczbę listów elektronicznych jako adres nadawcy podają adres poczty elektronicznej ofiary. Część z tych wiadomości generuje zwrotki (tzw. Delivery Status Notification, w skrócie DSN) na adres ofiary z informacjami o błędzie (brak takiego adresu, przepełniona skrzynka itp.), przez co blokują skrzynkę ofiary lub jej serwer. Również nieświadomi użytkownicy, którzy dostali spam odpisują do niewinnej ofiary wiadomości z pretensjami sądząc, że to ona jest autorem spamu. Często backscatter generują również różne autorespondery ustawione przez użytkowników na swoich kontach pocztowych. 
Mechanizmem po stronie systemu pocztowego (który ma być źródłem odbitych wiadomości) zapobiegającym generowaniu odpowiedzi jest odrzucanie wiadomości przed przyjęciem ich przez serwer brzegowy SMTP (jeżeli taki serwer odrzuci wiadomość bez odbierania jej DSN powinno być wygenerowane przez serwer próbujący daną wiadomość wysłać - jeżeli jest to spamer, to zwykle tego nie robi).
Czasami jest używany wymienny wobec „backscatter” termin „outscatter”. Jest on bardziej jednoznaczny, ponieważ słowo „backscatter” ma szereg innych znaczeń w fizyce i fotografii. Jest on także bardziej odpowiedni, ponieważ ruch pocztowy nie jest kierowany z powrotem tam, skąd pochodzi, lecz do osób trzecich.
Ze względu na podobieństwo ataku backscatter do spamu oprogramowanie antyspamowe często posiada również mechanizmy filtrujące przychodzące wiadomości pod kątem pochodzenia z tego ataku. Przykładem takiego filtru antyspamowego jest spamassassin.